# Elizabeth McGovern
Elizabeth Lee McGovern (Evanston, 18 luglio 1961) è un'attrice statunitense, candidata all'Oscar alla miglior attrice non protagonista per il film Ragtime nel 1982.

## Biografia
Nata nell'Illinois, figlia di un'insegnante e di un professore universitario, con la famiglia si trasferisce a Los Angeles dove il padre accetta una cattedra alla UCLA. Inizia a interessarsi di recitazione durante gli studi. In quel periodo un agente rimane colpito dalla sua performance in La famiglia Antrobus di Thornton Wilder e inizia seriamente a studiare recitazione, prima presso l'American Conservatory Theater di San Francisco, e in seguito alla Juilliard School a New York.
Debutta al cinema nel 1980 con il quattro volte premio Oscar Gente comune di Robert Redford. L'anno seguente viene nominata all'Oscar come miglior attrice non protagonista per la sua interpretazione dell'attrice Evelyn Nesbit nel film di Milos Forman Ragtime. Altro ruolo che l'ha resa celebre è quello di Deborah, amore segreto del gangster David "Noodles" Aaronson (interpretato da Robert De Niro), in C'era una volta in America di Sergio Leone.
Negli anni seguenti è apparsa in vari film di minor rilievo, come In gara con la luna, La finestra della camera da letto, Johnny il bello e A letto con l'amico. Nel 1997 recita ne Le ali dell'amore di Iain Softley e nella commedia Le disavventure di Margaret, mentre nel 2001 ha lavorato in Buffalo Soldiers di Gregor Jordan. Dal 2010 al 2015 interpreta Cora Crawley, contessa di Grantham nella serie televisiva anglo-americana in costume Downton Abbey.

## Vita privata
Nel 1984 si fidanza con l'attore Sean Penn, sua co-star in In gara con la luna. Nel 1992 sposa il regista Simon Curtis, da cui ha due figlie: Matilda (1993) e Grace (1998). La famiglia vive a Chiswick, Londra.

## Filmografia

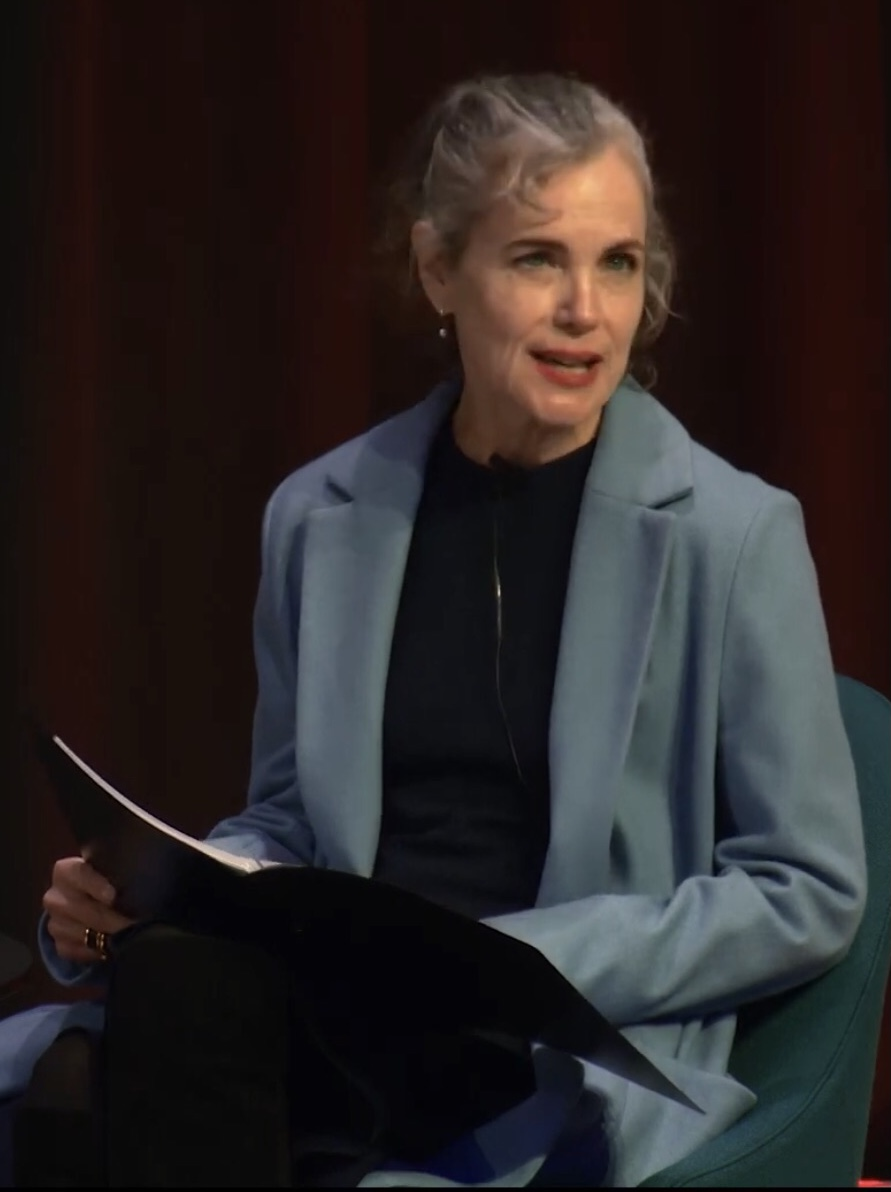
Elizabeth McGovern nel 2021

### Cinema
- Gente comune (Ordinary People), regia di Robert Redford (1980)
- Ragtime, regia di Miloš Forman (1981)
- Un incurabile romantico (Lovesick), regia di Marshall Brickman (1983)
- C'era una volta in America (Once Upon a Time in America), regia di Sergio Leone (1984)
- In gara con la luna (Racing with the Moon), regia di Richard Benjamin (1984)
- Paura (Native Son), regia di Jerrold Freedman (1986)
- La finestra della camera da letto (The Bedroom Window), regia di Curtis Hanson (1987)
- Un amore rinnovato (She's Having a Baby), regia di John Hughes (1988)
- Johnny il bello (Johnny Handsome), regia di Walter Hill (1989)
- Il racconto dell'ancella (The Handmaid's Tale), regia di Volker Schlöndorff (1990)
- Come fare carriera... molto disonestamente (A Shock to the System), regia di Jan Egleson (1990)
- Zia Giulia e la telenovela (Tune in Tomorrow...), regia di Jon Amiel (1990)
- Piccolo, grande Aaron (King of the Hill), regia di Steven Soderbergh (1993)
- Io e Veronica (Me and Veronica), regia di Don Scardino (1993)
- A letto con l'amico (The Favor), regia di Donald Petrie (1994)
- Le ali del coraggio (Wings of Courage), regia di  Jean-Jacques Annaud (1995)
- Le ali dell'amore (The Wings of the Dove), regia di Iain Softley (1997)
- Due volte ieri (The Man with Rain in His Shoes), regia di Maria Ripoll (1998)
- Le disavventure di Margaret (The Misadventures of Margaret), regia di Brian Skeet (1998)
- Manila, regia di Romuald Karmakar (2000)
- La casa della gioia (The House of Mirth), regia di Terence Davies (2000)
- Buffalo Soldiers, regia di Gregor Jordan (2001)
- The Truth, regia di George Milton (2006)
- Inconceivable, regia di Mary McGuckian (2008)
- Kick-Ass, regia di Matthew Vaughn (2010)
- Scontro tra titani (Clash of the Titans), regia di Louis Leterrier (2010)
- Angels Crest, regia di Gaby Dellal (2011)
- Bella giornata per un matrimonio (Cheerful Weather for the Wedding), regia di Donald Rice (2012)
- Woman in Gold, regia di Simon Curtis (2015)
- Unexpected, regia di Kris Swanberg (2015)
- The Wife - Vivere nell'ombra (The Wife), regia di Björn Runge (2017)
- L'uomo sul treno - The Commuter (The Commuter), regia di Jaume Collet-Serra (2018)
- Downton Abbey, regia di Michael Engler (2019)
- Downton Abbey II - Una nuova era (Downton Abbey II: A New Era), regia di Simon Curtis (2022)

### Televisione
- California Fever – serie TV, 1 episodio (1979)
- Nel regno delle fiabe (Shelley Duvall's Faerie Tale Theatre) – serie TV, episodio 3x05 (1984)
- Dear America - Lettere dal Vietnam (Dear America: Letters Home from Vietnam), regia di Bill Couturié – film TV (1987)
- Donne e uomini - Storie di seduzione (Women and Men: Stories of Seduction), regia di Frederic Raphael, Tony Richardson e Ken Russell – film TV (1990)
- Ashenden, regia di Christopher Morahan – miniserie TV (1991)
- Performance – serie TV, 2 episodi (1992-1993)
- Fiducia tradita (Broken Trust), regia di Geoffrey Sax – film TV (1995)
- If Not for You – serie TV, 8 episodi (1995)
- Tracey Takes On... – serie TV, 1 episodio (1996)
- I racconti della cripta (Tales from the Crypt) – serie TV, 1 episodio (1996)
- Broken Glass, regia di David Thacker – film TV (1996)
- The Summer of Ben Tyler, regia di Arthur Allan Seidelman – film TV (1996)
- Clover, regia di Jud Taylor – film TV (1997)
- La primula rossa (The Scarlet Pimpernel), regia di Patrick Lau e Edward Bennett – miniserie TV (1999)
- The Flamingo Rising, regia di Martha Coolidge – film TV (2001)
- Table 12 – serie TV, 1 episodio (2001)
- Hawk, regia di Robin Shepperd – film TV (2001)
- Thursday the 12th, regia di Charles Beeson – film TV (2003)
- The Brotherhood of Poland, New Hampshire – serie TV, 7 episodi (2003)
- Three Moons Over Milford – serie TV, 8 episodi (2006)
- Daphne, regia di Clare Beavan – film TV (2007)
- Law & Order - Unità vittime speciali (Law & Order: Special Victims Unit) – serie TV, episodio 9x5 (2007)
- A Room with a View, regia di Nicholas Renton – film TV (2007)
- Freezing – serie TV, 3 episodi (2007-2008)
- Masterpiece Theatre – serie TV, 1 episodio (2008)
- Poirot (Agatha Christie's Poirot) – serie TV, episodio 11x04 (2008)
- 10 Minute Tales – serie TV, 1 episodio (2009)
- Downton Abbey – serie TV, 52 episodi (2010-2015)
- War of the Worlds – serie TV (2019)

## Discografia

### Audiolibri
- 1995 - Patricia Cornwell Post-Mortem
- 1996 - Patricia Cornwell Body of Evidence
- 1996 - Henry James The Portrait of a Lady

## Riconoscimenti (parziale)
- Premio Oscar
  - 1982 – Candidatura alla miglior attrice non protagonista per Ragtime

- Golden Globe
  - 1982 – Candidatura alla miglior interprete debuttante per Ragtime
  - 2012 – Candidatura alla miglior attrice in una mini-serie o film per la televisione per Downton Abbey

- Screen Actors Guild Award
  - 2015 – Miglior cast in una serie drammatica per Downton Abbey
  - 2016 – Miglior cast in una serie drammatica per Downton Abbey

## Doppiatrici italiane
Nelle versioni in italiano delle opere in cui ha recitato, Elizabeth McGovern è stata doppiata da:
- Anna Cesareni in Paura, La casa della gioia, Downton Abbey (serie televisiva e film), Downton Abbey II - Una nuova era
- Micaela Esdra in Zia Giulia e la telenovela, Io e Veronica, Le ali del coraggio
- Cristiana Lionello in La finestra della camera da letto, Buffalo Soldiers
- Cristina Boraschi in Johnny il bello, Fiducia tradita
- Simona Izzo in Gente comune
- Maria Teresa Martino in Ragtime
- Laura Boccanera in Un incurabile romantico
- Rita Savagnone in C'era una volta in America
- Stefania Patruno in In gara con la luna
- Isabella Pasanisi in Un amore rinnovato
- Alessandra Cassioli in Poirot
- Cinzia De Carolis ne Il racconto dell'ancella
- Susanna Fassetta in Come fare carriera... molto disonestamente
- Eleonora De Angelis in A letto con l'amico
- Monica Gravina in The Summer of Ben Tyler
- Chiara Salerno in Le ali dell'amore
- Silvia Pepitoni in Clover
- Pinella Dragani in La primula rossa
- Francesca Fiorentini in Scontro tra titani
- Beatrice Margiotti in Woman in Gold
- Gabriella Borri in The Wife - Vivere nell'ombra
- Roberta Paladini in L'uomo sul treno - The Commuter
- Paola Del Bosco in War of the Worlds
- Roberta Pellini in C'era una volta in America (ridoppiaggio)